# スパンエアー5022便離陸失敗事故
スパンエアー5022便離陸失敗事故（スパンエアー5022びんりりくしっぱいじこ）は、2008年8月20日にスパンエアー5022便（JK5022便）がスペイン、マドリードのマドリード＝バラハス空港で離陸に失敗した航空事故である。

## 事故当日の5022便
- 乗員:10名

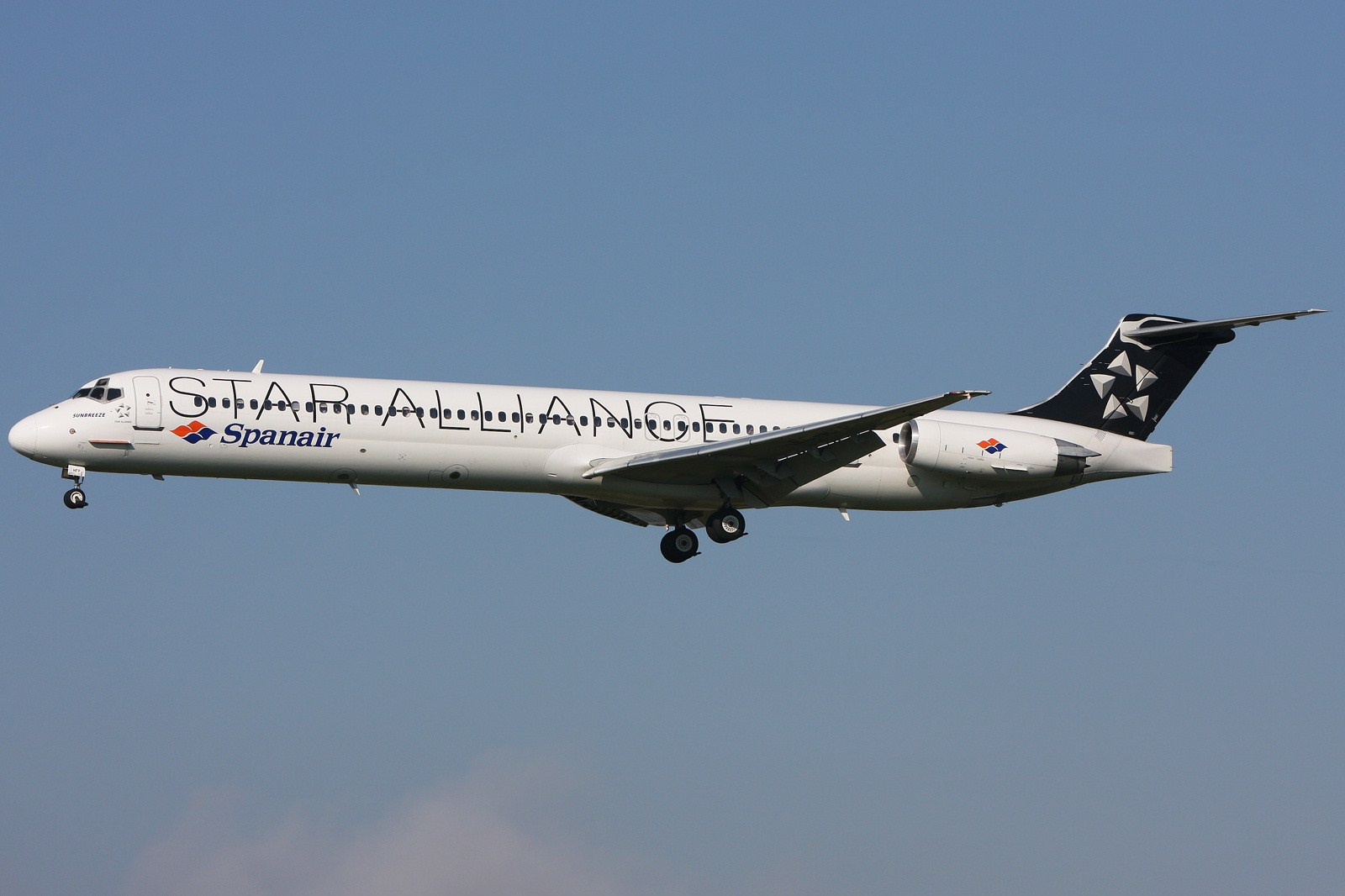
事故の一ヶ月前に撮影された事故機

  - 運航乗務員：2名（機長:39歳、副操縦士:31歳）
  - 客室乗務員：4名
- 乗客:162名

## 事故の概要

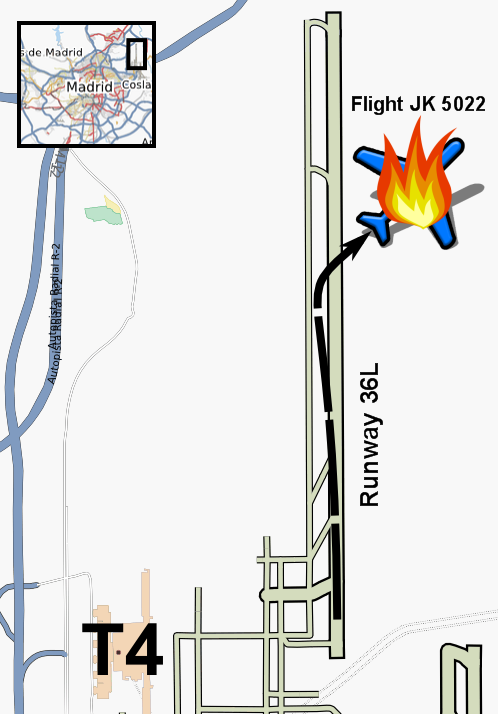
事故機の飛行データ

5022便はマクドネル・ダグラスMD-82双発ジェット機（機体記号:EC-HFP）で運航されており、マドリード＝バラハス空港から、カナリア諸島ラス・パルマス県グラン・カナリア島のグラン・カナリア空港に向かう国内便であり、ルフトハンザドイツ航空LH2554便としてコードシェア（共同運航）していた。乗客の大半はバカンス休暇中の市民であり、家族連れが多かった。乗客162人のうち22人が子供（乳幼児2人を含む）だった。国籍はスペインとドイツが大半であった。乗務員は10人（うち4人は業務をしない乗客として搭乗）であり、同便には計172人が搭乗していた。スパンエアーは、1988年に創業した北欧・スカンジナビア航空の子会社で、スペインではイベリア航空に次ぐ第二の営業規模を誇る航空会社であった。
当時の空港周辺の天候は良好であった。報道によれば現地時間 CEST 14時14分に事故が発生した。脚が滑走路を離れてわずか数秒後に右にロールし始め、滑走路右脇の空港敷地内に墜落した。機体は二つに裂け、その後発生した爆発により炎上した。事故現場からは26人が救助されたが、火傷等の重傷のために6人が病院搬送中に死亡し、1人が深夜に死亡した。23日に重体だった女性が1人死亡し、最終的に乗員乗客172人の内154人が事故の犠牲になった。救助隊によれば生存者の多くは空港敷地内の小川で発見されたといい、水につかっていたことが機体炎上の被害から免れ、生存できた一因であるという。

## 事故原因
5022便は出発前にエンジンに異常が発生し、一旦出発ゲートに戻って点検していたという。事故に遭遇した乗客の家族の証言によれば、家族に携帯電話で「出発が遅れる、機体を変更するそうだ」と連絡した後、しばらくして「機体変更をせずに飛ぶ事になった」と連絡した後に事故に遭遇したという。そのため、この時の点検が適切なものであったかが疑問とされている。マドリードの報道機関のエル・ムンド (El Mundo) には、スパンエアーでは機体トラブルが頻発していたと投書が寄せられ、また同社が原油高騰による経営環境の悪化から従業員を1000人削減するリストラ策が打ち出された矢先の事故であったという。そのため、人為的トラブルが背景にあったのではとの指摘もあった。
しかしフライトデータレコーダを解析したスペイン航空事故調査委員会 (Comisión de Investigación de Accidentes e Incidentes de Aviación Civil, CIAIAC) の2008年10月6日付速報によれば、5022便はフラップを展開せずに (0°) 離陸しようとしていたこと、およびこの種の離陸時設定の異常を知らせる警報が鳴っていなかったことを発表した。これ以外の事故当初噂されたエンジンや逆噴射装置は原因から除外された。
同じくCIAIACによる2009年8月17日の中間報告は上記速報を確定するもので、事故原因はフラップやスラットが格納されたまま離陸を行おうとしたことであり、さらに、こういった異常設定による墜落を避けるための安全装置が働いていなかったことを付け加えた。コックピットボイスレコーダの解析では、クルーらはエンジンスタート直後のチェックリスト読み上げ作業において、「フラップ/スラットレバーと灯火類のセットとチェック」項目を省略していた。離陸直前のチェックでは副操縦士はフラップ/スラットの設定値を声を出して確認しているが、示された証拠からは、このとき何らの確認もせず形式的に発声していただけであろうと考えられている。すなわち事故原因はチェックリスト、チェックリストの確認作業、そして設定異常を検出して知らせる警報装置の3つともが有効に働かなかった、とした。

## 事故機の履歴
5022便に使用されたMD-82（シリアルナンバーはcn53148/2072）は1993年に製造され、大韓航空に引き渡された（当初の機体記号はHL7204、1998年にHL7548へ変更）。1999年にスパンエアーへ売却され、移籍後に機体にスターアライアンスの塗装が施された。

## この事故を扱った番組
- メーデー!:航空機事故の真実と真相 第13シーズン第7話「Deadly Delay」
- 『フライト8714』（原題『Flight 8714 - Takeoff to Disaster』、2010年、スペインTVドラマ）[7]